# SummerSlam 2009
SummerSlam 2009 was een professioneel worstel-pay-per-viewevenement geproduceerd werd door World Wrestling Entertainment (WWE). Dit evenement was de 22ste editie van SummerSlam en vond plaats in de Staples Center in Los Angeles op 23 augustus 2009.

## Matchen
| Nr.                                                                          | Match | Winnaar(s)               |
| ---------------------------------------------------------------------------- | --- | ------------------------ |
| 1                                                                            | Rey Mysterio (c) vs. Dolph Ziggler in een een-op-eenmatch voor het WWE Intercontinental Championship           | Rey Mysterio (c)         |
| 2                                                                            | Montel Vontavious Porter vs. Jack Swagger in een een-op-eenmatch                                               | Montel Vontavious Porter |
| 3                                                                            | Jeri-Show (c) vs. Cryme Tyme in een Tag team match voor het Unified WWE Tag Team Championship                  | Jeri-Show (c)            |
| 4                                                                            | Kane vs. The Great Khali (met Ranjin Singh) in een een-op-eenmatch                                             | Kane                     |
| 5                                                                            | The Legacy vs. D-Generation X in een tag team match                                                            | D-Generation X           |
| 6                                                                            | Christian (c) vs. William Regal in een een-op-eenmatch voor het ECW Championship                               | Christian (c)            |
| 7                                                                            | Randy Orton (c) vs. John Cena in een een-op-eenmatch voor het WWE Championship                                 | Randy Orton (c)          |
| 8                                                                            | Jeff Hardy (c) vs. CM Punk in een Tables, Ladders and Chairs match voor het WWE World Heavyweight Championship | CM Punk (nc)             |
| (c) huidige kampioen voor en na de match \| (nc) nieuwe kampioen na de match | |                          |